# Popstruchowate
Popstruchowate (Athericidae) – rodzina muchówek. 
Umiejscowione są w nadrodzinie Tabanoidea, wspólnie ze ślepakami czyli bąkowatymi (Tabanidae).
Na świecie opisano 85 gatunków, w tym 22 występuje w Palearktyce. W Europie wykazano obecność 12 gatunków, a w Polsce zaledwie trzy: Atherix ibis – popstrucha ibiska, Atherix marginata, Atrichops crassipes (dwa ostatnie nie mają jeszcze polskich nazw). Imagines Athericidae spotkać można w pobliżu wód, co niewątpliwie wiąże się z siedliskiem życia larw. Atrichops crassipes może wysysać (jako owad dorosły) krew żab zielonych, czym bez wątpienia upodobania się do spokrewnionych z nimi krwiopijnych Tabanidae, czyli ślepaków. Gatunki popstruchowatych, żyjące w klimacie ciepłym, atakują ludzi, ale w Polsce nie odnotowano takich przypadków. Ludzką krwią żywią się spokrewnione z popstruchowatymi ślepaki, jusznice deszczowe czy bąki z pokrewnej rodziny Tabanidae.
Larwy popstruchowatych żyją w wodach płynących o stosunkowo wolnym nurcie z dobrze rozwiniętą roślinnością wodną. U niektórych gatunków występuje matrifagia.